# كول السويدي

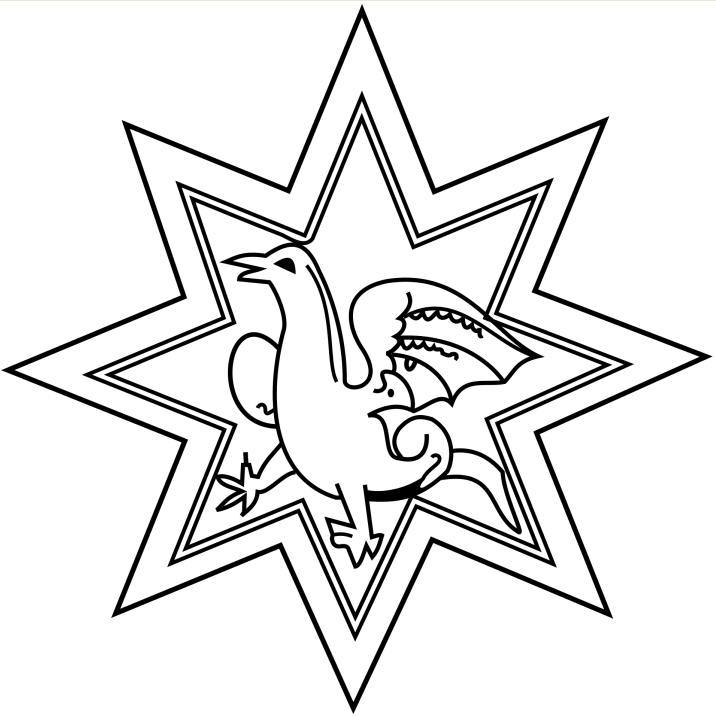

كول السويدي أو كول من السويد أو كول السويد (السويدية: Kol av Sverige) توفي حوالي سنة 1173، أمير سويدي كان جنباً إلى جنب أخيه بوريسلف (Burislev) يُنافس على عرش السويد منذ سنة 1167 حتى وفاته العنيفة لاحقاً بعد سنواتٍ قليلة. كان النضال مرحلةً تنافسية بين بيت سفيركر - حيث ينتمي كول وبوريسلف - وبيت إريك.

## خلفية
كان كول في معظم المواد المطبوعة القديمة يُدعى «كول سفيركرسون»، وذلك ارتكازاً على فرضٍ غير مؤكد على أنه ابن ملك السويد سفيركر الأول. المصدر الوحيد الذي يذكر شيئاً عن نسبه هو نسب قروسطي نسخها أولاوس بيتري (Olaus Petri) في القرن السادس عشر وتنص باللاتينية:
«
Suercherus Rex senior ... genuit Carolum Regem et Johannem ducem et Sunonem Sijk ... Johannes dux genuit Koll Regem, Ubbe fortem et Burislevum Regem.
»
بكلماتٍ أخرى، يدعي النسب أنه كان حفيدَ سفيركر وابن الأمير يوهان (Johan)، وكان أخواه هما أوبّه (Ubbe) القويّ والملك بوريسلف. تشيرُ قائمةُ تبرعات ترجع إلى القرون الوسطة إلى أن أمه كانت تُدعى راغنهيلد (Ragnhild). ربما كانت قريبة اليارل غوتورم (Guttorm) الذي تبرع بأرضٍ لدير فيرتا نيابةً عنها.
ترتكزُ اقتراحات عن كونه ابن سفيركر على مصدرٍ دنماركي يذكر سفيركر بأن له ابن يُدعى بوريسلف (Burislev). حُدد هذا الابن من قبل بعض المؤرخين (كناتهال بكمان Nathanael Beckman في قاموس السيرة الذاتية السويدي Svenskt biografiskt lexikon) بمنافس على العرش بنفس الاسم، ولذلك حُدد سفيركر كونه أب لكول.

## الصراع على المُلك
قُتل الأمير يوهان في حادثة على يد الفلاحين السويديين حوالي سنة 1152. ولأنه كان شاباً عند موته، فلا بد أن أباؤه كانوا لا يزالون رضعاً. قُتل كارل السابع عم كول على يد كنوت الأول في فيسينغسو (Visingsö) في 1167. كان كول معترفاً به ملكاً على الأقل في أجزاءٍ في السويد، من المحتمل في أوستريوتلاند التي كانت قاعدة سلطة السلالة. تمسك بالعرش معارضاً لكنوت لسنواتٍ قليلة جنباً إلى جنت أخيه أو عمه بوريسلف. تروي السيرة الإخبارية القصير في القانون القوطي الغربي تفاصيل قليلة: «حاز الملك كنوت على السويد بسيفه وقتلَ الملكَ كول والملكَ بوريسلف، وخاضَ معارك كثيرة ضد السويد وكان منتصراً فيها كلها». يُعرف القليل عن كول من قائمة التبرعات التي ترجع إلى العصور الوسطى. كان يملكُ أرضاً في فورنيس (Frönäs) في أولاند وتبرعَ بها لأمه راغنهيلد، والتي قامت بدورها بإعطائها لدير فيرتا عندما دخلت الدير كراهبة. في رسالةٍ بابوية ترجع إلى سنة 1171 أو 1172 تشيرُ إلى "K" الذي كان ملكاً على السويديين والغيت، وغير واضح إن كان المقصود كول (Kol) أو كنوت (Knut). قُتلَ كول على الأرجح في معركة أو على يد رجال كنوت حوالي سنة 1173. يدعي مصدر يرجع إلى القرن الرابعة عشر أنه قُتل في بيالبو (Bjälbo). بعد موته، تبرعَ أقرباؤه بقطعة أرض لدير فيرتا على روحه، ما يشير إلى أنهم كانوا قادرين على الحفاظ على الممتلكات بعد انتصار كنوت.
بالرغم من أن بعض المصادر تؤكد أن كول كان فعلاً ملكاً على السويد لسنواتٍ قليلة، لا يعترفُ الديوان الملكي السويدي به على هذا النحو في قائمته الرسمية للحكام.